# Bwlch y Groes
Bwlch y Groes är ett bergspass i Storbritannien.   Det ligger i kommunen Gwynedd och riksdelen Wales, i den södra delen av landet, 270 km nordväst om huvudstaden London. Bwlch y Groes ligger 466 meter över havet.
Terrängen runt Bwlch y Groes är lite kuperad.Runt Bwlch y Groes är det ganska tätbefolkat, med 60 invånare per kvadratkilometer. Närmaste större samhälle är Dolgellau, 17,6 km väster om Bwlch y Groes. Trakten runt Bwlch y Groes består i huvudsak av gräsmarker.